# Itäinen Pihlajasaari
Itäinen Pihlajasaari (finnisch) oder Östra Rönnskär (schwedisch) ist eine zu Finnland gehörende Insel in der Ostsee, südlich von Helsinki im Finnischen Meerbusen.
Die Insel ist Teil der Inselgruppe Pihlajasaari und gehört zum Teilgebiet Länsisaaret des Stadtteils Ulkosaaret der finnischen Hauptstadt Helsinki. Westlich verläuft der Seeweg zum nur wenige hundert Meter nördlich gelegenen Hafen von Helsinki. Sie erstreckt sich in Nord-Süd-Richtung über etwa 450 Meter, bei einer Breite von bis zu 250 Metern. Ihre Westhälfte wird von einer Bucht geprägt, die sich etwa 150 Meter in das Inselinnere erstreckt. Nur 50 Meter südwestlich liegt die Insel Läntinen Pihlajasaari, zu der eine Brücke führt. Südlich liegt die kleine Insel Vadelmakupu, nordwestlich Lasimestarinletto.
Die Insel ist Teil eines Naherholungsgebietes und über die Nachbarinsel Läntinen Pihlajasaaris an den öffentlichen Personennahverkehr Helsinkis angeschlossen.
Unweit der Nordostspitze der Insel liegt in fünf Meter Tiefe das Wrack eines in den 1900er Jahren gesunkenen kleinen hölzernen Bootes. Es ist etwa drei bis fünf Meter lang bei einer Breite von einem bis anderthalb Meter.